# Île Plane

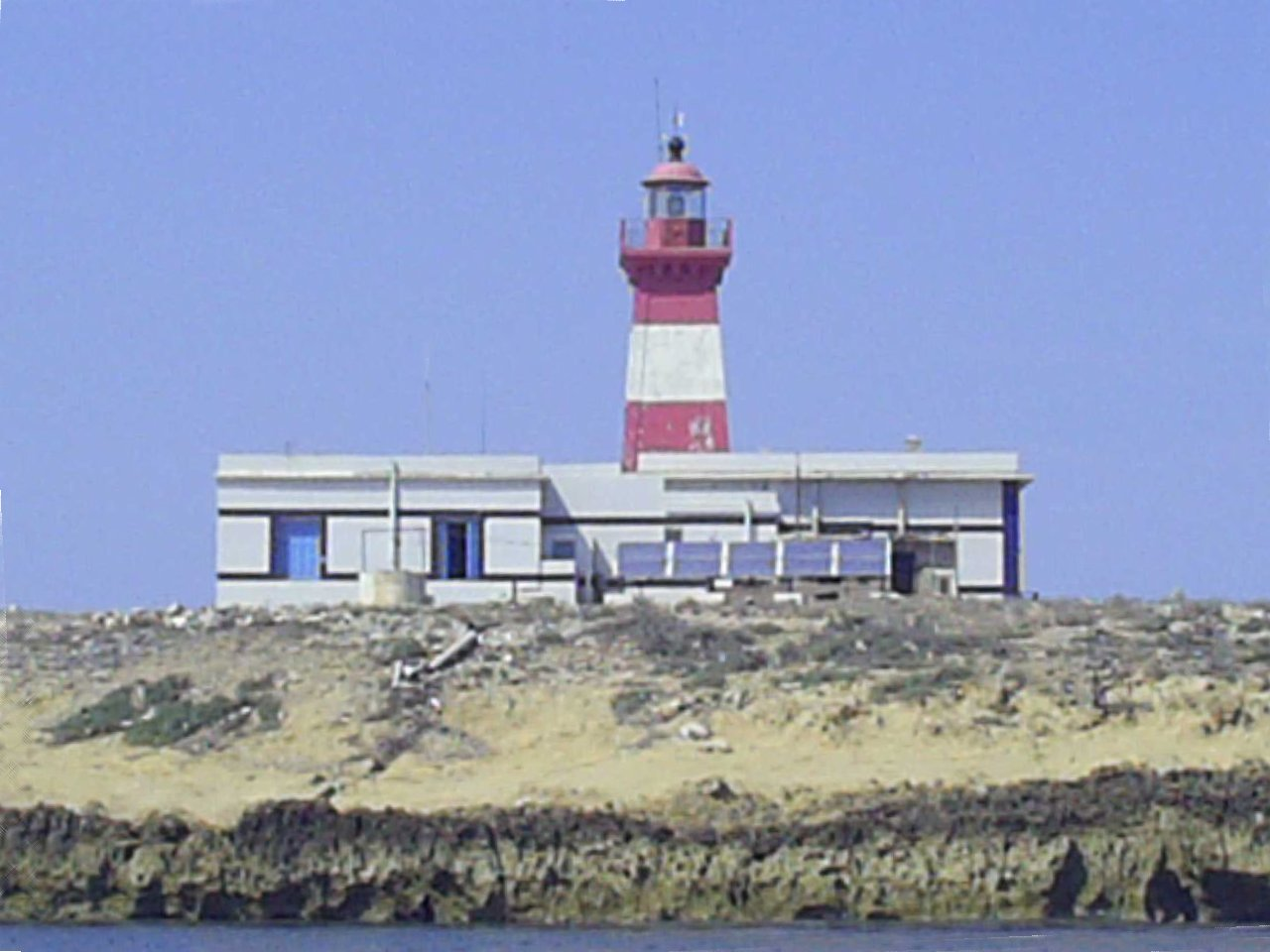
Far de l'illa Plana

L'Île Plane o illa Plana (àrab: الجزيرة الواطية, al-jazīra al-Wāṭiyya; francès: Île Plane) és un petit illot deshabitat i rocós de la costa nord de Tunísia, a la governació de Bizerta, a uns cinc quilòmetres de la península de Raf Raf. Té al nord-oest l'illa de Bilou. El seu nom en llengua àrab és Jazirat El Monbastah (àrab: الجزيرة المنبسطة, al-jazīra al-Munbasṭa) i s'hi troba un far de dotze metres d'alçada.